# Aplagiognathus spinosus
Aplagiognathus spinosus är en skalbaggsart som först beskrevs av Newman 1840.  Aplagiognathus spinosus ingår i släktet Aplagiognathus och familjen långhorningar.
Artens utbredningsområde är Honduras. Inga underarter finns listade i Catalogue of Life.